# ایستگاه راه‌آهن هیمارکت
ایستگاه راه‌آهن هیمارکت (گیلی اسکاتلندی: Margadh an Fheòir) یک ایستگاه راه‌آهن در هیمارکت، ادینبرو، اسکاتلند است.
این ایستگاه که در سال ۱۸۴۲ تأسیس شده جزئی از خط کلاید شمالی و خط اصلی ساحل غربی است.

## نگارخانه

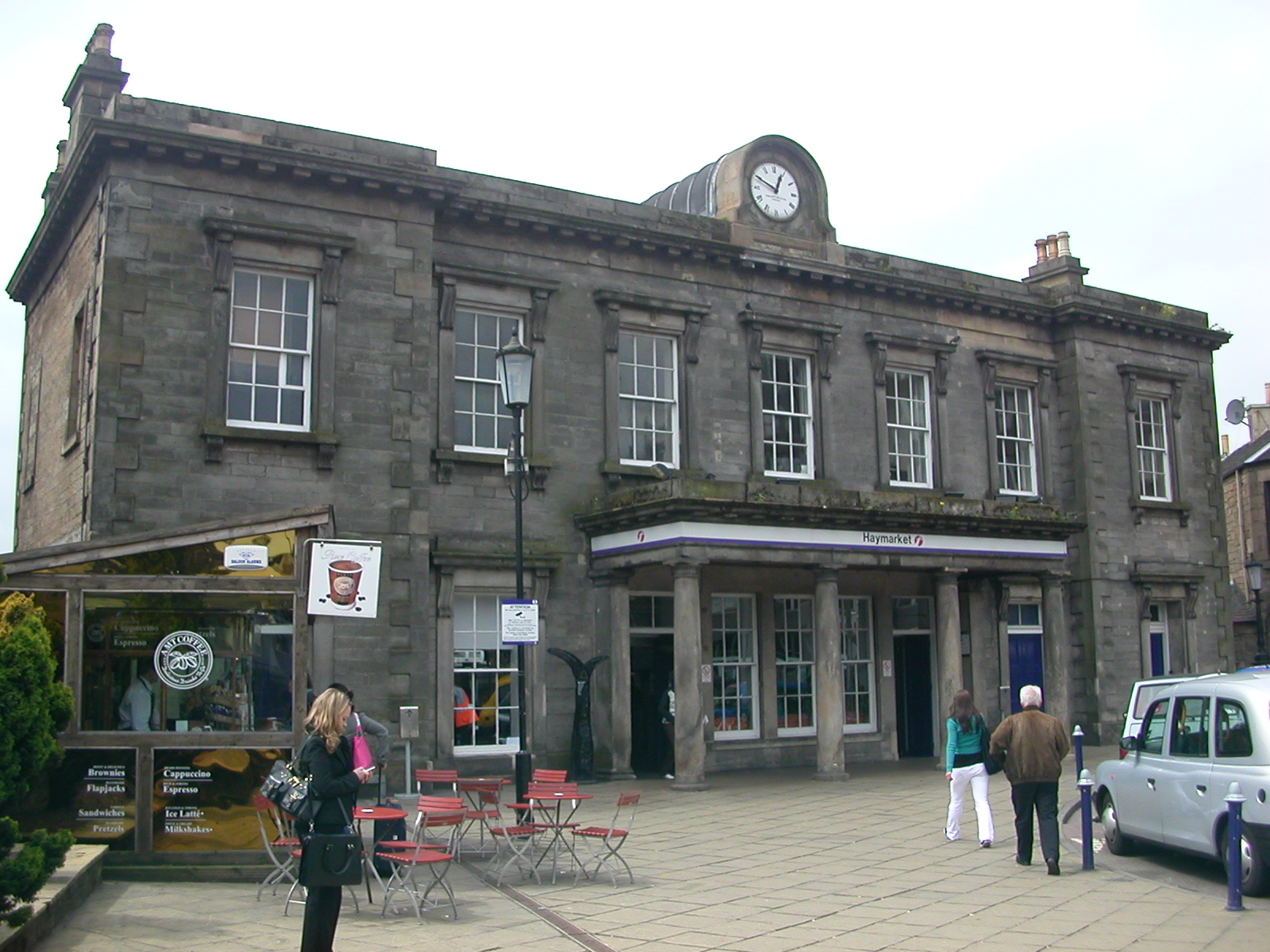
ساختمان قدیمی ایستگاه
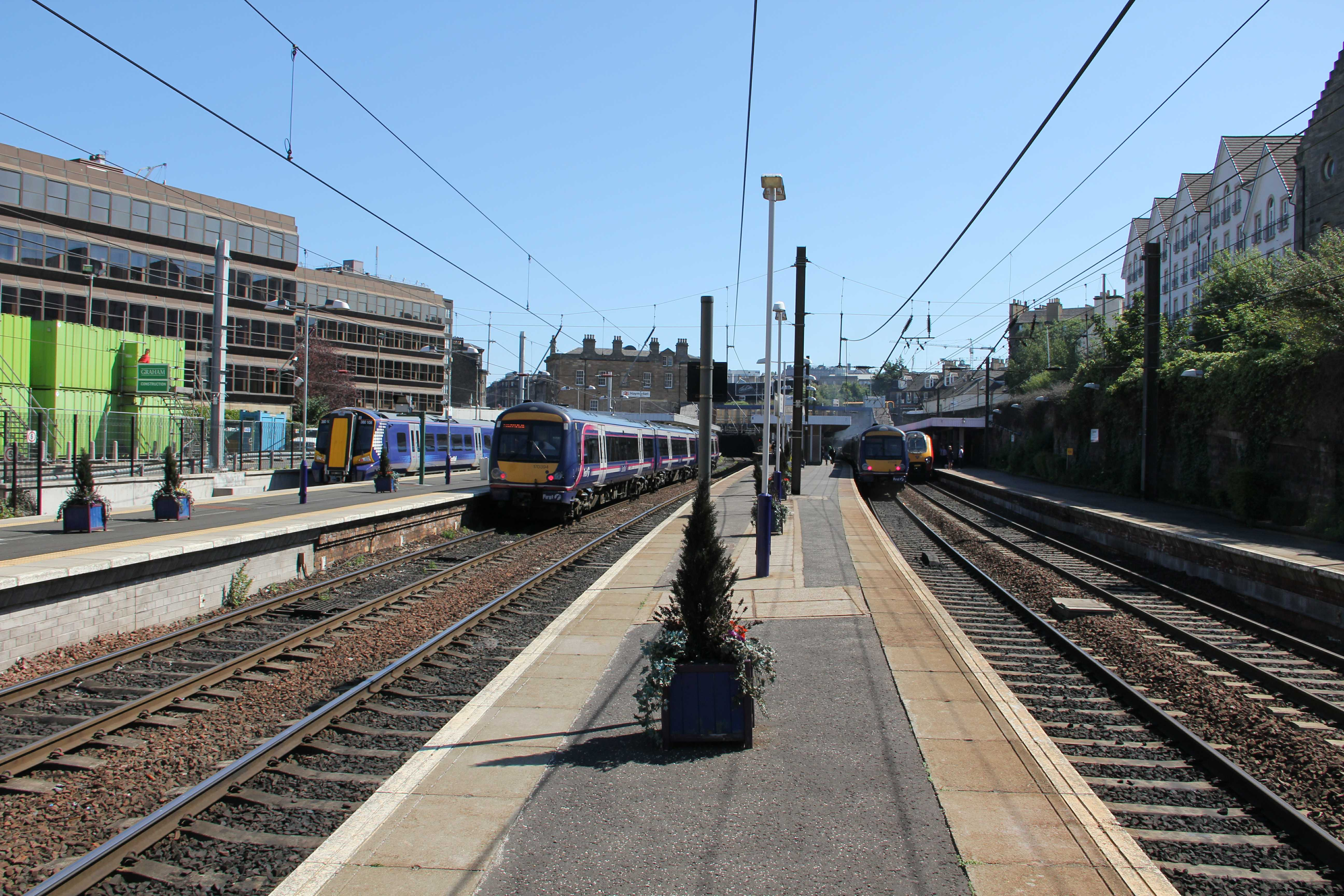